# Frank Norris

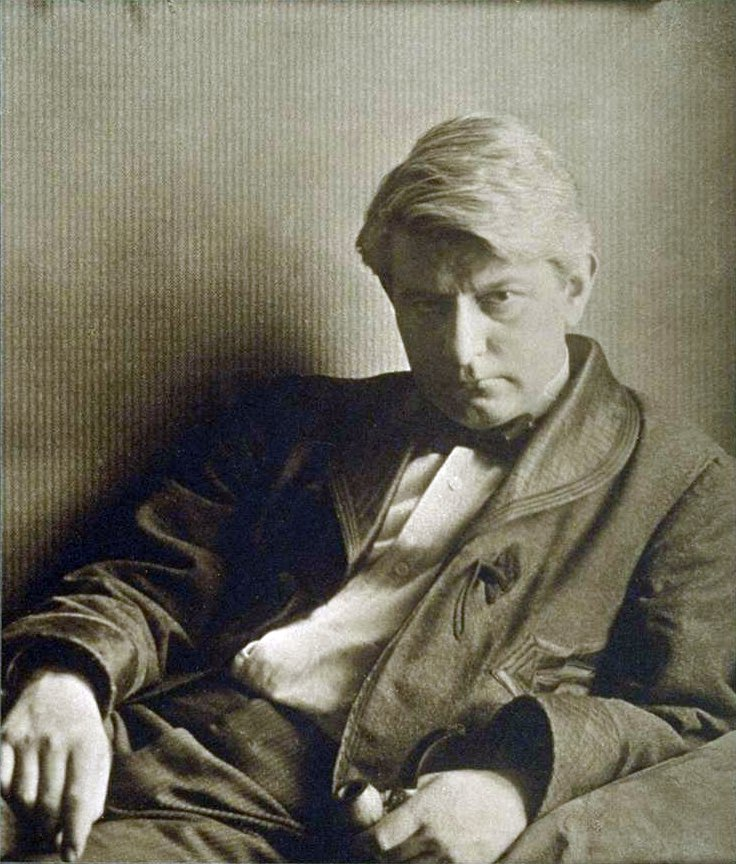
Frank Norris

Benjamin Franklin Norris Jr. (Chicago, 5 maart 1870 - 25 oktober 1902) was een Amerikaanse auteur van voornamelijk naturalistische romans. 
Norris werd in Chicago als eerste van vijf kinderen geboren. Hij verhuisde in 1887 met zijn familie naar Londen, waar zij de scholen niet vonden voldoen. Zodoende verhuisde Norris naar Parijs, waar hij studeerde aan de Académie Julian. In 1889 ging Norris naar Californië, waar hij zijn eerste artikel in de San Francisco Chronicle publiceerde. Hij stierf aan een blindedarmontsteking en ligt begraven in de Mountain View Cemetery in Oakland.
Bekende werken van Norris zijn Blix (1897), A Man's Woman (1900) en zijn hoofdwerk, een trilogie over het oer-amerkiaanse thema tarwe: The Octopus (1901), The Pit (1902) en Wolf (onvoltooid, 1902).